# Kumarchincholi, Homnabad
Kumarchincholi là một làng thuộc tehsil Homnabad, huyện Bidar, bang Karnataka, Ấn Độ.